# هیولاها علیه بیگانگان (مجموعه تلویزیونی)
هیولاها علیه بیگانگان (به انگلیسی: Monsters vs. Aliens) نام یک مجموعهٔ تلویزیونی کامپیوتری آمریکایی برپایهٔ فیلم اصلی‌اش، هیولاها علیه بیگانگان ۲۰۰۹، با همان نام می‌باشد. اولین نمایش فیلم در سال ۲۰۰۹ پرده‌برداری شد. این مجموعه در ۲۳ مارس ۲۰۱۳ بر روی شبکهٔ تلویزیونی نیکلودئون رفت. بعد از جایزه برگزیده کودکان نیکلودین، فیلم به صورت منظم در ۶ آوریل ۲۰۱۳ پخش شد.

## خلاصهٔ داستان
پس از گذشت دردسرهای پرمشقت، اوضاع برای تیم هیولاها در منطقه پنجاه و چیزی (Fifty-Something) آرام شده بود. تا اینکه کاورتون (Coverton) یک هیولای تلپاتیک سر می‌رسد. به نظر می‌رسد او رئیس‌جمهور ایالات متحده را زندانی شده دارد که در واقع حاصل یک معامله صلح‌آمیز بوده‌است. هیولاها، ژنرال مانگر و رئیس‌جمهور نمی‌دانند که کاورتون با یک بیگانهٔ شیطانی که می‌خواهد زمین را تسخیر کند دست دارد.

## صداپیشگان
- ریکی لیندهوم صدابازیگر سوزان مورفی/جاینورمیکا
- اریک الدستاین صدابازیگر B.O.B
- کریس اوداود صدابازیگر دکتر سوسکه
- دیدریچ بیدر صدابازیگر نیمهٔ گمشده
- جف بنت صدابازیگر کاورتون
- جیلیان جیکوبز صدابازیگر Sta'abi[۲]
- کوین مایکل ریچاردسون صدابازیگر ژنرال وارن مانگر
- جیمز پاتریک استوارت صدابازیگر رئیس‌جمهور هاتاوی
- سارا ناتوچنی صدابازیگر اسکوئیپ

## توسعه
در سال ۲۰۰۹، جفری کاتزنبرگ (Jeffrey Katzenberg) اعلام کرد نیکلودئون یک خلبان (پخش‌کننده) برای سری کارتونی هیولاها علیه بیگانگان است. در نهایت این مجموعه در سال ۲۰۱۲ سالانه توسط نیکلودئون در ۲۶ قسمت رونمایی شد. صداپیشگان جدید عبارتند از: دکتر سوسکه (کریس اوداود)، سوزان مورفی (ریکی لیندهوم)، حلقه گمشده (دیدریچ بیدر) و B.O.B (اریک ادلستاین). این سریال با همکاری استودیوی انیمیشن‌سازی سی‌جی، Oktobor Animation، شبیه به دیگر مجموعه‌های دریم‌ورکس، پنگوئن‌های ماداگاسکار، پاندای کونگ فو کار: افسانه‌های بد (Kung Fu Panda: Legends of Awesomeness) است.